# Patrick Malo
Bihetoué Patrick Malo (sinh ngày 18 tháng 2 năm 1992) là một cầu thủ bóng đá người Burkina Faso thi đấu ở vị trí hậu vệ trái.

## Sự nghiệp
Sinh ra ở Ouagadougou, Malo từng thi đấu cho USFA, SOA, JS Kabylie, Smouha, Wadi Degla và ASEC Mimosas.
Malo ra mắt đội tuyển quốc gia Burkina Faso vào năm 2015, anh có tên trong danh sách tham dự Cúp bóng đá châu Phi 2017.

## Đời tư
Bố của Malo, Kamou hiện đang là huấn luyện viên trưởng đội tuyển quốc gia Burkina Faso.